# Vittadinia spechtii
Vittadinia spechtii là một loài thực vật có hoa trong họ Cúc. Loài này được N.T.Burb. miêu tả khoa học đầu tiên năm 1982.